# Волкотт (Вермонт)
Волкотт (англ. Wolcott) — місто (англ. town) в США, в окрузі Ламойлл штату Вермонт. Населення — 1670 осіб (2020).

## Демографія
Згідно з переписом 2010 року, у місті мешкало 1676 осіб у 641 домогосподарстві у складі 451 родини. Було 756 помешкань
Расовий склад населення:
| - 97,5 % — білих - 0,6 % — корінних американців - 0,3 % — чорних або афроамериканців - 0,2 % — азіатів - 0,1 % — вихідців з тихоокеанських островів |

До двох чи більше рас належало 1,0 %. Частка іспаномовних становила 0,7 % від усіх жителів.
За віковим діапазоном населення розподілялося таким чином: 27,4 % — особи молодші 18 років, 62,3 % — особи у віці 18—64 років, 10,3 % — особи у віці 65 років та старші. Медіана віку мешканця становила 38,4 року. На 100 осіб жіночої статі у місті припадало 105,9 чоловіків;  на 100 жінок у віці від 18 років та старших — 105,8 чоловіків також старших 18 років.
Середній дохід на одне домашнє господарство  становив 68 161 долар США (медіана — 58 029), а середній дохід на одну сім'ю — 76 623 долари (медіана — 68 250). Медіана доходів становила 45 313 долари для чоловіків та 30 750 доларів для жінок. За межею бідності перебувало 8,0 % осіб, у тому числі 9,8 % дітей у віці до 18 років та 3,0 % осіб у віці 65 років та старших.
Цивільне працевлаштоване населення становило 908 осіб. Основні галузі зайнятості: освіта, охорона здоров'я та соціальна допомога — 21,1 %, роздрібна торгівля — 15,7 %, будівництво — 11,1 %, виробництво — 10,0 %.